# パウリ方程式
量子力学において、パウリ方程式（パウリほうていしき、英: Pauli equation）またはシュレーディンガー・パウリ方程式（英: Schrödinger–Pauli equation）はシュレーディンガー方程式をスピン1/2の粒子に対して形式化したもので、粒子のスピン角運動量と外部電磁場の相互作用が考慮に入れられている。これはディラック方程式の非相対論的極限であり、粒子が光速よりずっと遅く相対論的効果が無視できるときに適用できる。ヴォルフガング・パウリによって1927年に定式化された。

## 方程式
ベクトルポテンシャル {\displaystyle {\boldsymbol {A}}} と スカラーポテンシャル {\displaystyle \phi } で記述される電磁場中の、質量 {\displaystyle m}、電荷 {\displaystyle q} の粒子のパウリ方程式は
{\displaystyle \left[{\frac {1}{2m}}({\boldsymbol {\sigma }}\cdot ({\boldsymbol {p}}-q{\boldsymbol {A}}))^{2}+q\phi \right]|\psi \rangle =i\hbar {\frac {\partial }{\partial t}}|\psi \rangle }
ここで {\displaystyle {\boldsymbol {\sigma }}=(\sigma _{x},\sigma _{y},\sigma _{z})} はパウリ行列を簡便性のためベクトルの形に並べたもの、{\displaystyle {\boldsymbol {p}}=-i\hbar \nabla } は運動量演算子。
{\displaystyle |\psi \rangle ={\begin{bmatrix}\psi _{+}\\\psi _{-}\end{bmatrix}}}
は2成分スピノルの波動関数で、列ベクトルをブラ-ケット記法で表している。
ハミルトニアン
{\displaystyle {\hat {H}}={\frac {1}{2m}}\left[{\boldsymbol {\sigma }}\cdot ({\boldsymbol {p}}-q{\boldsymbol {A}})\right]^{2}+q\phi }
は、パウリ行列が含まれるため 2 × 2 行列である。これをシュレーディンガー方程式に代入して得られるのがパウリ方程式である。このハミルトニアンは電磁場と相互作用する電荷の古典的ハミルトニアンの類似物である。古典の場合の詳細についてはローレンツ力を参照。電磁場がないときの自由粒子の運動エネルギー項は、運動量を用いて単純に {\displaystyle {\frac {{\boldsymbol {p}}^{2}}{2m}}} となるが、電磁場が存在するときは最小結合により {\displaystyle {\boldsymbol {P}}=p-q{\boldsymbol {A}}} （正準運動量）のように取り込まれる。
パウリベクトルの恒等式：
{\displaystyle ({\boldsymbol {\sigma }}\cdot {\boldsymbol {a}})({\boldsymbol {\sigma }}\cdot {\boldsymbol {b}})={\boldsymbol {a}}\cdot {\boldsymbol {b}}+i{\boldsymbol {\sigma }}\cdot \left({\boldsymbol {a}}\times {\boldsymbol {b}}\right)}
を使うとパウリ行列を運動エネルギー項から除くことができて、
{\displaystyle {\hat {H}}|\psi \rangle =\left[{\frac {1}{2m}}\left[\left({\boldsymbol {p}}-q{\boldsymbol {A}}\right)^{2}-q\hbar {\boldsymbol {\sigma }}\cdot {\boldsymbol {B}}\right]+q\phi \right]|\psi \rangle =i\hbar {\frac {\partial }{\partial t}}|\psi \rangle }
が得られる。ここで {\displaystyle {\boldsymbol {B}}=\nabla \times {\boldsymbol {A}}} は磁場。

## シュレーディンガー方程式、ディラック方程式との関係
パウリ方程式は非相対論的だが、スピンを取り込んではいる。そのため、以下の2つの中間に基礎を置いたものだと考えられる。
- （複素数スカラー値の波動関数に対する）よく知られたシュレーディンガー方程式。これは非相対論的で、スピンを予測しない。
- （複素数4成分スピノルに対する）ディラック方程式。これは完全に特殊相対論的で、スピンを予測する。

パウリ行列の性質から、磁場のベクトルポテンシャル {\displaystyle {\boldsymbol {A}}} が0であるとき、方程式は純粋に電位 ϕ のみがある場での通常のシュレーディンガー方程式に帰着される（ただし2成分スピノルに作用する点だけは異なる）ことに注意する：
{\displaystyle \left({\frac {{\boldsymbol {p}}^{2}}{2m}}+q\phi \right){\begin{bmatrix}\psi _{+}\\\psi _{-}\end{bmatrix}}=i\hbar {\frac {\partial }{\partial t}}{\begin{bmatrix}\psi _{+}\\\psi _{-}\end{bmatrix}}}
これより、粒子のスピンは磁場が存在しているときに限って運動に影響を与えることが分かる。

## シュテルン＝ゲルラッハの実験との関係
スピノルの2成分はいずれもシュレーディンガー方程式を満たす。外部磁場 {\displaystyle {\boldsymbol {B}}} がかかっているとき、粒子のパウリ方程式は：
{\displaystyle \underbrace {i\hbar {\frac {\partial }{\partial t}}|\psi _{\pm }\rangle =\left({\frac {({\boldsymbol {p}}-q{\boldsymbol {A}})^{2}}{2m}}+q\phi \right)\mathbb {I} {\boldsymbol {|}}\psi \rangle } _{\mathrm {Schr{\ddot {o}}dinger~equation} }-\underbrace {{\frac {q\hbar }{2m}}{\boldsymbol {\sigma }}\cdot {\boldsymbol {B}}{\boldsymbol {|}}\psi \rangle } _{\mathrm {Stern-Gerlach\,term} }}
となる。ここで
{\displaystyle \mathbb {I} ={\begin{pmatrix}1&0\\0&1\\\end{pmatrix}}}
は {\displaystyle 2\times 2} の恒等演算子。
シュテルン＝ゲルラッハ項は価電子数1の原子のスピン方向に対して有効になり得る（例えば不均一な磁場中を進む銀原子）。
これと類似して、この項は異常ゼーマン効果に見られるように、磁場によるスペクトル線（エネルギー準位に対応する）の分裂を生じさせる原因にもなる。